# L'assassinio di un ranuncolo
L'assassinio di un ranuncolo e altri racconti (titolo orig. Die Ermordung einer Butterblume und andere Erzählungen) è una raccolta di racconti di Alfred Döblin apparsi dapprima sulla rivista Der Sturm, poi pubblicati in volume nel 1913.
La tematica comune a tutti i racconti è una sorta di metamorfosi, un evento che sconvolge radicalmente l'esistenza dei protagonisti portandoli alla follia: i personaggi vengono colti nel momento in cui la loro vita muta sconfinando nella patologia. 
Un tratto caratteristico relativo allo stile è l'assenza di ornamenti ed elementi superflui, inoltre la presenza del narratore scompare: il giudizio sulle vicende è affidato al solo lettore.
Vari racconti sono incentrati sul rapporto conflittuale tra uomo e donna.

## Edizioni italiane
- L'assassinio di un ranuncolo e altri racconti, traduzione di Eva Banchelli, Collana Tascabili, Milano, Sugarco, 1980. - Collana Le Occasioni, Bagno a Ripoli, Passigli, 2004, ISBN 978-88-368-0839-7; Collana Oscar Moderni, Milano, Mondadori, 2023, ISBN 978-88-047-6183-9.